# And Another Thing... (roman)
And Another Thing… is een sciencefictionboek van de Ierse schrijver Eoin Colfer. Het boek is het zesde deel in de door Douglas Adams bedachte boekenreeks Het Transgalactisch Liftershandboek.
Het boek verscheen voor het eerst op 12 oktober 2009; de dag van het 30-jarig jubileum van de boekenreeks. Het boek is in 2010 onder de Nederlandse titel En dan nog iets uitgebracht. De Engelstalige titel is afkomstig van een citaat uit het vierde boek, Tot Ziens en Bedankt voor de Vis.

## Achtergrond
Adams had al langer plannen om een zesde boek te schrijven daar hij zelf niet echt tevreden was over het vijfde boek. Verder leek zes boeken hem ook geschikter voor een reeks dan vijf.
Adams kwam echter niet toe aan het schrijven van dit zesde deel. Na zijn dood kreeg Eoin Colfer van Adams' weduwe Jane Belson toestemming tot het schrijven van het verhaal. Colfer kondigde het boek aan op 16 september 2008 in het radioprogramma The Today Programme. Hij zag het boek zelf als een kans om eindelijk te kunnen werken met de personages waar hij volgens eigen zeggen al sinds zijn jeugd fan van was.

## Verhaallijn
Het boek gaat verder waar deel vijf ophield; Arthur Dent, Ford Prefect, Trillian en Random bevinden zich op de aarde die op het punt staat opgeblazen te worden door de Grebulons, samen met alle andere aardes in de parallelle universums. Om de vier toch nog een gelukkig leven te geven, creëert het liftershandboek Mark II voor elk van hen een droomwereld waarin ze binnen een paar seconden een heel leven kunnen meemaken. Arthur verblijft in zijn droomwereld op een strand, Ford in een luxe kuuroord, Trillian wordt een succesvol journalist en Random intergalactisch president.
Zodra de stroom van de gids op is verdwijnen de illusies en worden alle personages teruggehaald naar de werkelijkheid. Net als de aarde opgeblazen gaat worden, duiken achtereenvolgens Zaphod Beeblebrox met zijn schip de Heart of Gold en een onsterfelijk wezen genaamd Wowbagger (die naar de aarde was gekomen om iedereen daar te kunnen beledigen) op. Dankzij Wowbagger en zijn schip kan de groep de aarde net op tijd verlaten. Samen zetten ze koers naar een planeet genaamd Nano, waar ook mensen leven. Wowbagges schip reist door zogenaamde Donkere materie-ruimte, wat onverwachte effecten heeft op de inzittenden van het schip. Zo worden Wowbagger en Trillian verliefd en ziet Arthur een hologram van zijn oude soulmate Fenchurch.
Wowbagger wil in ruil voor zijn diensten dat iemand hem eindelijk verlost uit dit eeuwige leven. Zaphod besluit zijn oude vriend Thor erbij te halen omdat een god mogelijk de enige is die Wowbagger kan doden. Daarbij heeft de planeet Nano duidelijk behoefte aan een god om eenheid te brengen onder de bevolking. Met moeite overtuigt Zaphod Thor om naar Nano te komen. Ondertussen zetten ook de Vogons koers naar Nano omdat zolang er nog ergens mensen in leven zijn hun opdracht om de aarde en alles wat erbij hoort te verwoesten niet is voltooid.
Zodra de Vogon aanvallen weet Thor de eerste paar van hun torpedo’s te verwoesten. De Vogons hebben echter een anti-godwapen bij zich genaamd de QUEST waarmee ze Thor klaarblijkelijk vernietigen. Nano wordt echter onverwacht gespaard wanneer een Vogon genaamd Mown last krijgt van zijn geweten en handig inspeelt op een maas in de Vogonbureaucratie om de aanval af te blazen. Thor wordt door Zaphod benoemd tot martelaar van de planeet, en wordt nu vereerd door iedereen van de planeet. Een man genaamd Hillman neemt de taak op zich om op te treden als Thors woordvoerder nu hij er zelf niet meer is.
Zaphod vertrekt weer om zijn politieke loopbaan nieuw leven in te blazen. Onderweg zoekt hij contact met Thor, die toch niet dood blijkt te zijn. Zijn "vernietiging" was allemaal onderdeel van een plan bedacht door Zaphod om Thor in een klap populair te maken bij de bevolking van Nano. De QUEST was een wapen dat Zaphod zelf aan de Vogons had verkocht, en volkomen ongevaarlijk.
Random blijft op Nano om Hillman te helpen met zijn administratie en in de hoop ooit echt Galactisch president te worden. Trillian en Wowbagger trouwen. Ford besluit meer onderzoek te doen naar Nano voor het liftershandboek en slaat daarom Arthurs verzoek om weer samen te gaan reizen af. Arthur vertrekt daarom alleen, nieuwe avonturen tegemoet.

## Bewerkingen
And Another Thing... is bewerkt tot een radioserie door BBC Radio 4, als onderdeel van hun reeks Book at Bedtime. Deze radioserie werd van 12 tot 23 oktober 2009 uitgezonden.
Er bestaat tevens een luisterboek van “And Another Thing…”, ingesproken door Simon Jones (de acteur die Arthur Dent speelde in de televisieserie).

## Ontvangst
Reacties op het boek waren gemengd. Mark Lawson van The Guardian vond Colfers boek een geslaagde aanvulling op de reeks. Curtis Silver van Wired prees het boek ook als een goede voortzetting van Adams’ verhaal.
Andere critici waren echter minder te spreken over het boek. Charlie Jane Anders van io9 vond het boek weinig unieks bevatten en “te veel van hetzelfde”. Private Eye omschreef het boek als "mostly humourless... lame re-animation".